# Salat (rivière)
Pour les articles homonymes, voir Salat.
Le Salat [salat] est une  rivière du Sud-Ouest de la France qui coule dans la région naturelle du Couserans, dans les départements français de l'Ariège et de la Haute-Garonne, en région Occitanie. C'est un affluent de la Garonne en rive droite.

## Géographie
De 74,1 km de longueur, le Salat prend sa source dans les Pyrénées. Il naît de neuf sources à 6 kilomètres en amont du hameau de Salau, sur la commune de Couflens, sur le flanc nord du Mont Rouch (2 858 mètres), à 1 944 m d'altitude. Il s'appelle aussi dans cette partie haute le Ruisseau de Bégé.
L'orientation générale de son cours va du sud-est vers le nord-ouest. Il traverse la vallée d'Angouls, prend de l'ampleur puis franchit à Kercabanac le massif de l'Arize, où il parcourt les gorges de la Ribaute. Il passe à Saint-Girons en traversant la ville en son milieu et en recevant deux affluents majeurs, le Lez et le Baup, puis il arrive en contrebas de la cité de Saint-Lizier. 
Le Salat jette dans la Garonne, en rive droite à Roquefort-sur-Garonne près de Boussens, à 259 m d'altitude, entre l'autoroute française A64 « la Pyrénéenne » et la ligne ferroviaire Tarbes-Toulouse.

### Départements, communes et cantons traversés
Dans les deux départements de l'Ariège (09) et de la Haute-Garonne (31), le Salat traverse les vingt-sept communes suivantes, de l'amont vers l'aval, de Couflens (source), Seix, Oust, Soueix-Rogalle, Soulan, Erp, Lacourt, Eycheil, Encourtiech, Saint-Girons, Saint-Lizier, Lorp-Sentaraille, Gajan, Taurignan-Vieux, Caumont, Mercenac, Prat-Bonrepaux, Lacave, Castagnède, La Bastide-du-Salat, His, Touille, Mane, Salies-du-Salat, Cassagne, Mazères-sur-Salat, Roquefort-sur-Garonne (confluence).
Soit en termes de cantons, le Salat prend source dans le canton du Couserans Est, traverse les canton des Portes du Couserans, conflue dans le canton de Bagnères-de-Luchon, le tout dans les arrondissements de Saint-Girons et de Saint-Gaudens.

### Toponymes
Le Salat a donné son hydronyme aux trois communes suivantes de La Bastide-du-Salat, Salies-du-Salat, Mazères-sur-Salat.

### Bassin versant
Le Salat traverse les vingt zones hydrographiques O029, O030, O031, O032, O033, O034, O035, O036, O038, O039, O049, O050, O051, O052, O053, O055, O056, O058, O059, O060 pour une superficie totale de 1 576 km2. Ce bassin versant est constitué à 73,79 % de « forêts et milieux semi-naturels », à 25,07 % de « territoires agricoles », à 1,09 % de « territoires artificialisés », à 0,05 % de « surfaces en eau ».

### Organisme gestionnaire
L'organisme gestionnaire est le SYCOSERP ou Syndicat Couserans Service Public, créé en 2000, sis à Saint-Girons.

## Affluents
Le Salat a cent-trois tronçons affluents référencés.

### Principaux affluents
Les principaux affluents sont :
- l'Alet (rd[note 1]) 19,6 km
- le ruisseau d'Estours (rg), 12,7 km
- le ruisseau d'Esbints 11,5 km
- le Garbet (rd), 25,1 km
- l'Arac (rd), 27,2 km
- Le Nert 14 km
- la Rivière d'Alos (rg), 9,77 km
- le Lez (rg), 35,8 km
- le Baup (rd), 20,1 km

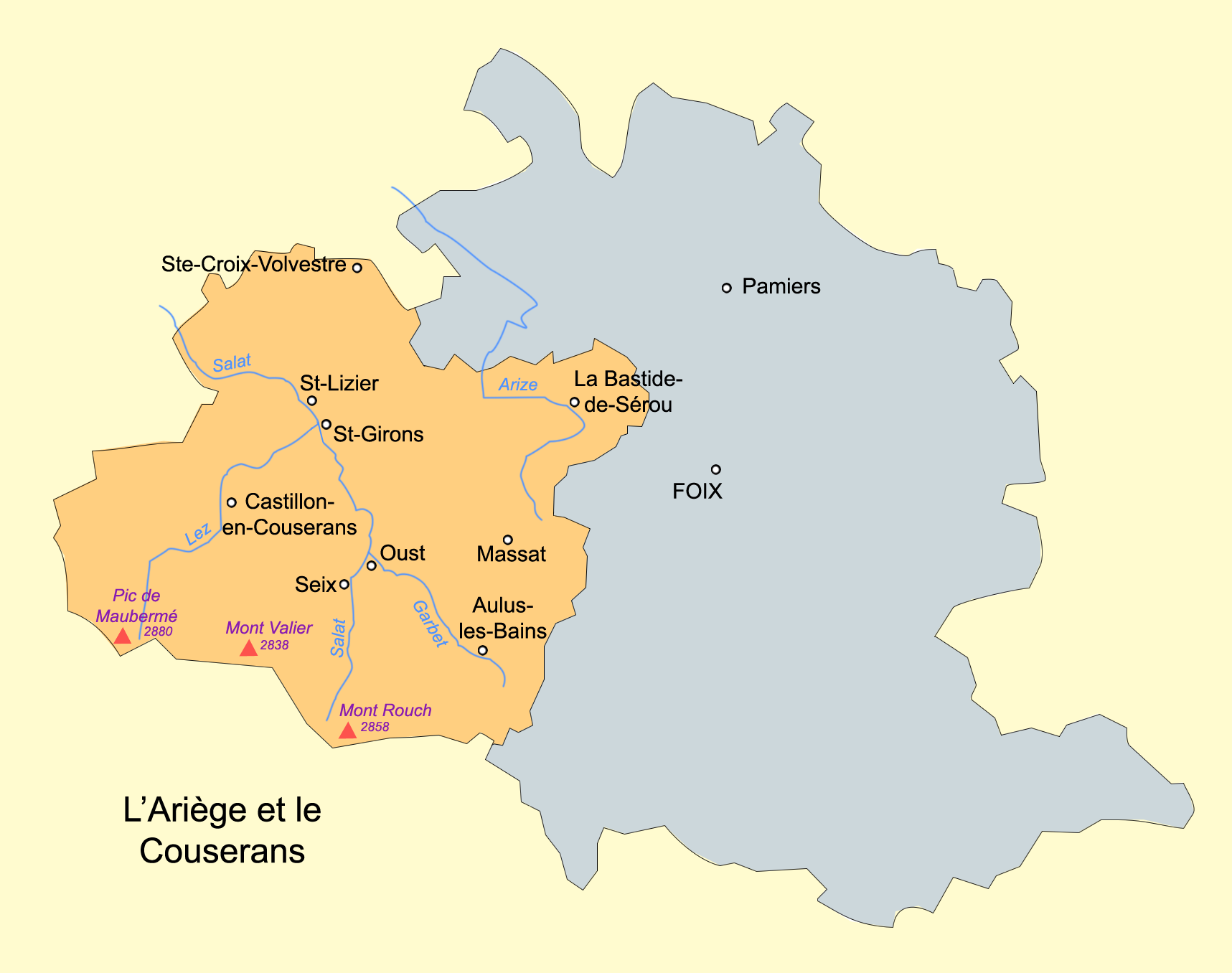
Les principaux affluents du Salat et la situation du Couserans dans le département de l'Ariège

- le ruisseau de la Gouarège (rg), 7,1 km
- l'Arbas (rg), 18,4 km
- le Lens (rd), 25,6 km
- Le Lavin (rd), 11,35 km

## Hydrologie

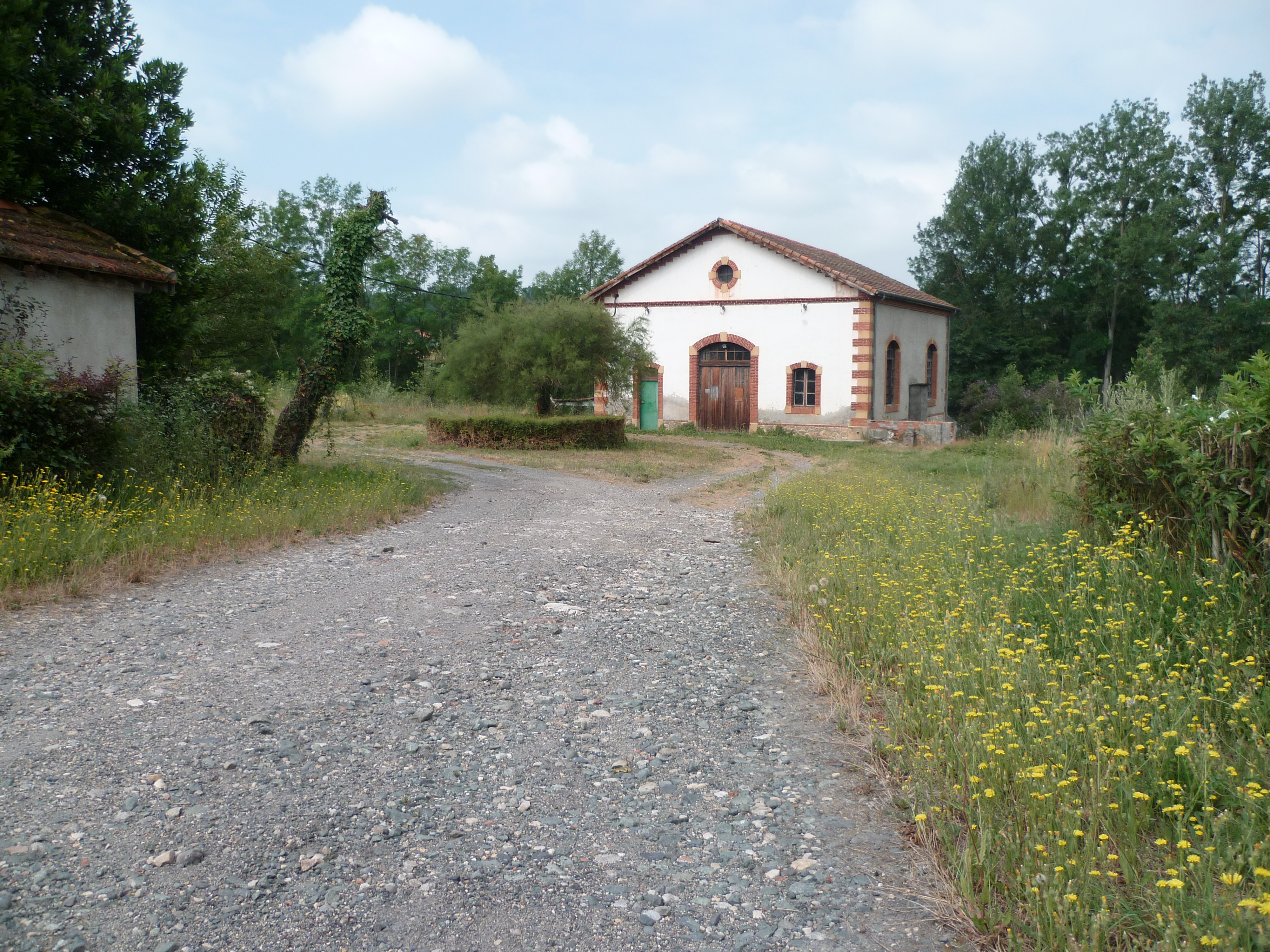
Hydroélecticité près de Cassagne.

Le Salat est une rivière fort abondante, comme tous les cours d'eau issus des régions pyrénéennes. 

### Le Salat à Roquefort-sur-Garonne

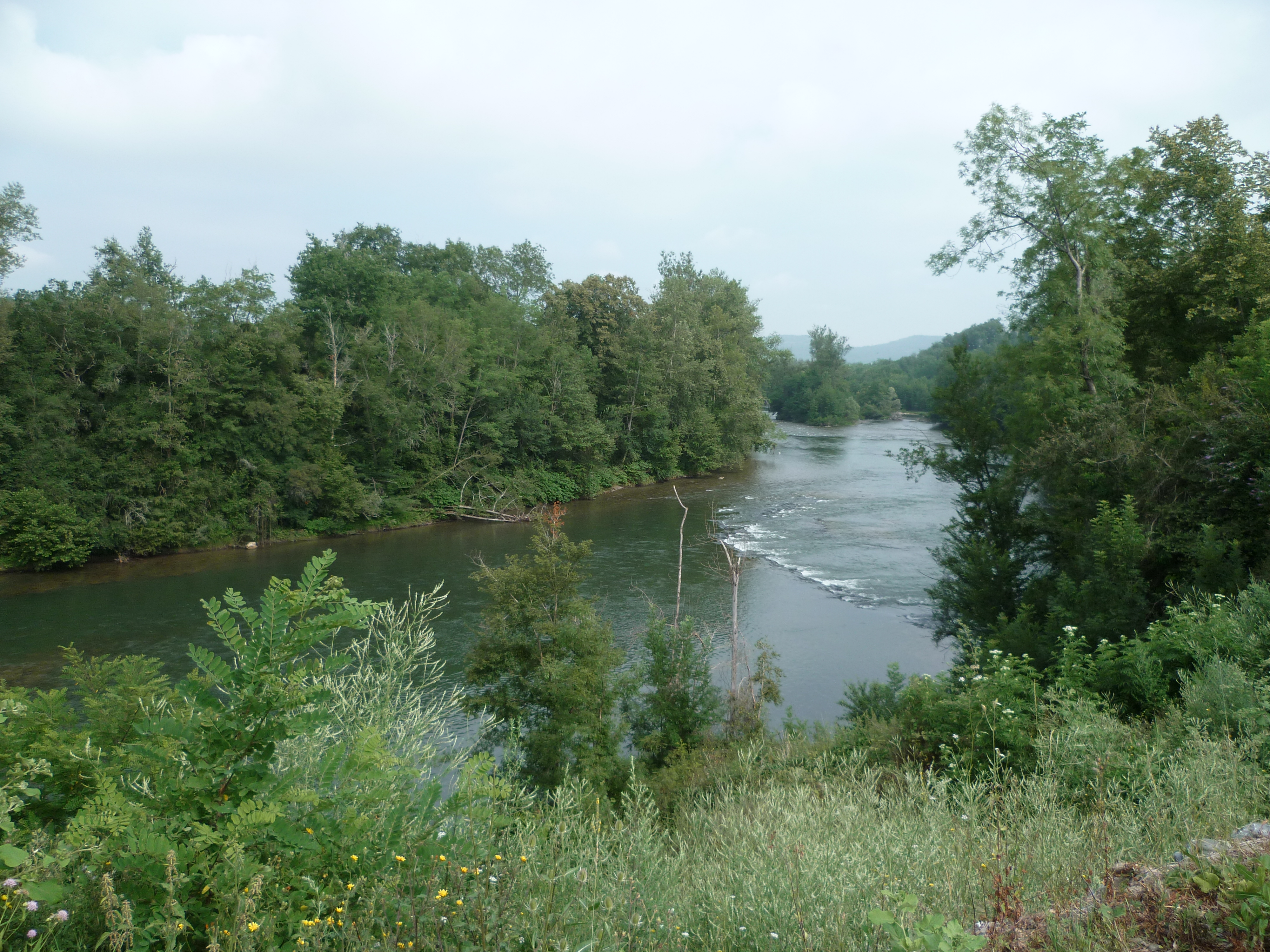
Le Salat à Roquefort-sur-Garonne.

Son débit a été observé sur une période de 95 ans (1913-2007), à Roquefort-sur-Garonne, localité située au niveau du confluent du Salat et de la Garonne. Le bassin versant de la rivière y est de 1 570 km2, c'est-à-dire sa totalité.
Le module de la rivière à Roquefort-sur-Garonne est de 42,5 m3/s.
Le Salat présente des fluctuations saisonnières typiques d'un régime presque purement nival. En effet il n'y a pas de période de hautes eaux d'automne en octobre-novembre comme habituellement dans la région. Les hautes eaux se situent au printemps, d'avril à juin inclus et portent les débits mensuels à un niveau situé entre 58 et 76,5 m3/s (avec un maximum en mai). Ces maxima sont dus à la fonte des neiges. Dès le mois de juin, s'amorce une rapide décrue suivie des basses eaux d'été-automne qui mènent le débit moyen à son étiage du mois d'août avec une moyenne mensuelle de 19,6 m3/s, ce qui reste fort élevé, il est vrai. Suit alors une lente remontée des débits en automne-hiver jusqu'au sommet du printemps suivant. Au total, les oscillations saisonnières paraissent ainsi fort peu importantes, mais les fluctuations sont bien plus prononcées sur de courtes périodes.

### Étiage ou basses eaux
À l'étiage, le VCN3 peut chuter jusque 6,9 m3/s, en cas de période quinquennale sèche, ce qui reste confortable comparé à la moyenne des cours d'eau de France.

### Crues
Les crues peuvent être très importantes, comme c'est le cas pour tout cours d'eau issu de hautes montagnes, sans atteindre les sommets des cours d'eau méditerranéens ou cévenols. Les QIX 2 et QIX 5 valent respectivement 510 et 720 m3/s. Le QIX 10 est de 860 m3/s et le QIX 20 de 1 000 m3/s. Quant au QIX 50, il se monte à pas moins de 1 200 m3/s.
Le débit instantané maximal enregistré a été de 1 650 m3/s le 1er mai 1977, tandis que la valeur journalière maximale était de 1 080 m3/s le 2 février 1952. En comparant la première de ces valeurs avec l'échelle des QIX de la rivière, il apparaît que ces crues étaient bien plus que des crues cinquantennales, peut-être centennales ou plus, et certainement très exceptionnelles.

### Lame d'eau et débit spécifique
Au total, le Salat est une rivière abondante, alimentée par des précipitations elles aussi abondantes, arrosant la région des Pyrénées et des Petites Pyrénées où elle coule. La lame d'eau écoulée dans son bassin versant est de 858 millimètres annuellement, ce qui est très élevé, largement supérieur à la moyenne d'ensemble de la France, et seulement inférieur à certains bassins des Pyrénées occidentales, des Alpes du nord, des Cévennes et de quelques autres sommets du Massif central français, des Vosges et du Jura. Le débit spécifique de la rivière (ou Qsp) atteint 27,1 litres par seconde et par kilomètre carré de bassin.

## Aménagements et écologie

### Hydroélectricité
Le Salat compte une trentaine d'aménagements (seuils et barrages) permettant d'alimenter environ 25 usines hydroélectriques. Des investissements de diverses natures sont réalisés régulièrement pour optimiser et moderniser les installations, permettre le passage de poissons migrateurs... Cette production revendue à Enedis génère une économie locale non négligeable. 

### Activités touristiques

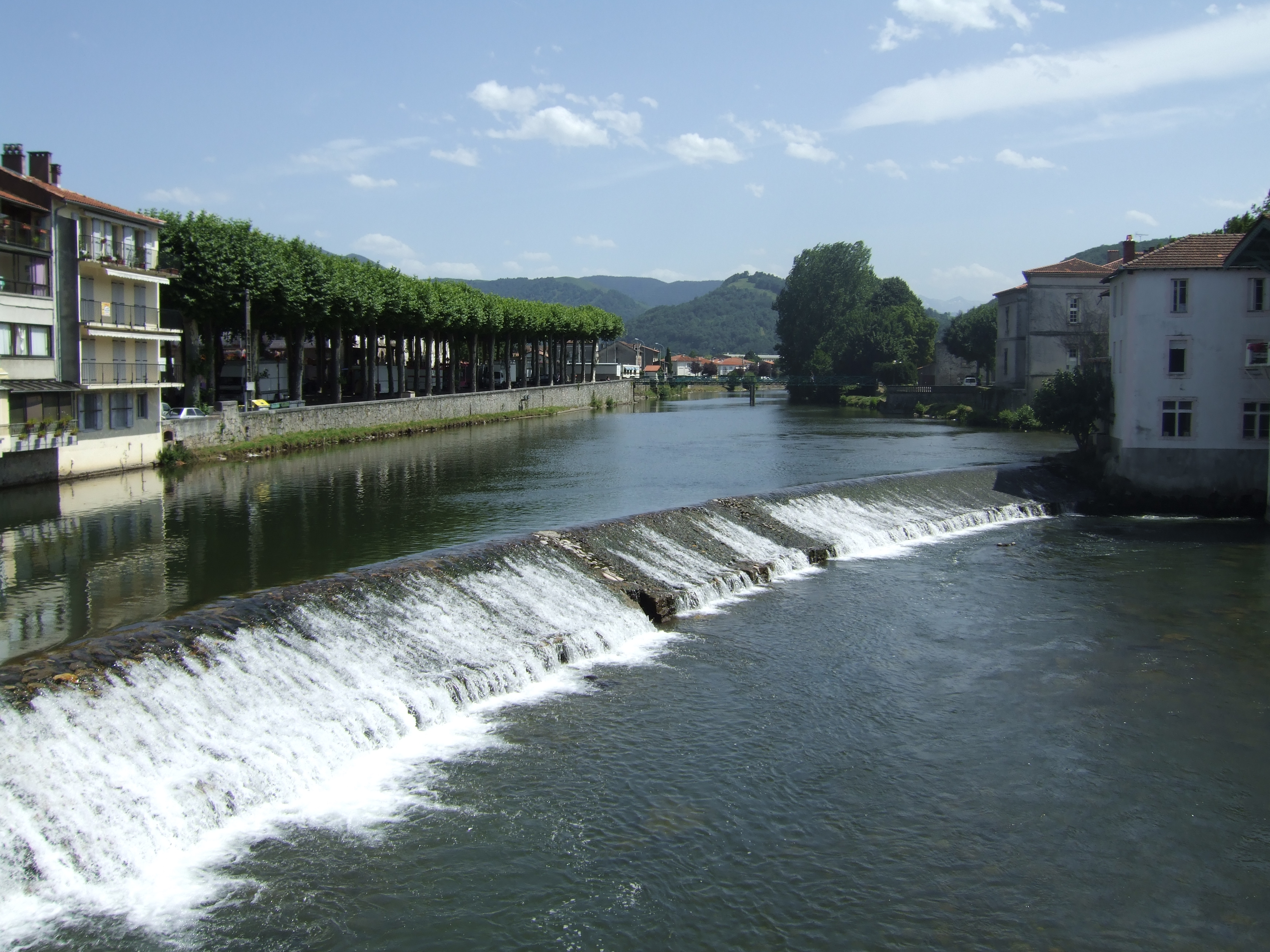
Le Salat à Saint-Girons.

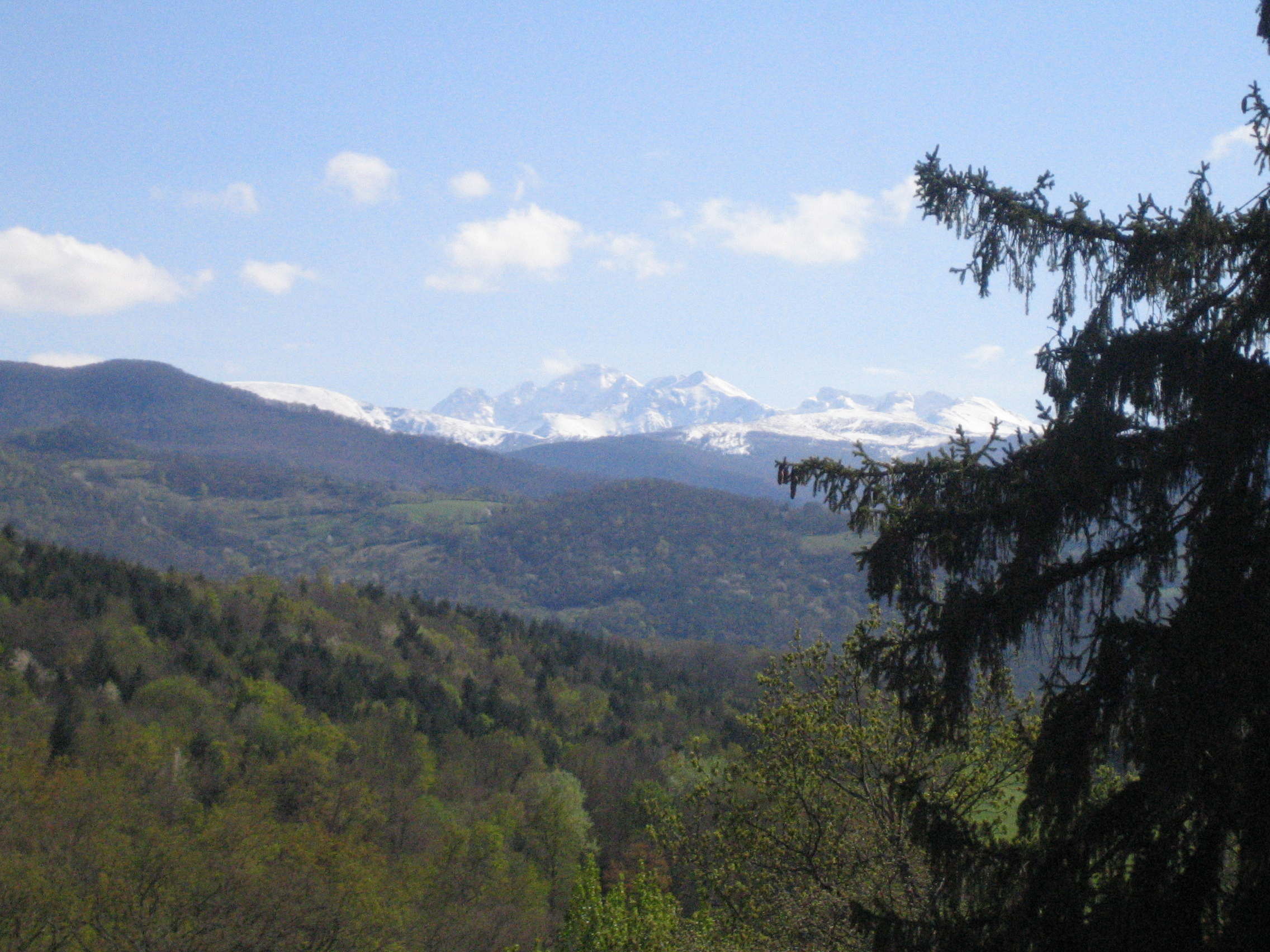
Vue du Mont Valier depuis Ustou.

- Sports d'eau vive en Haut-Salat (base à Seix) :

| - Canoë-kayak - Rafting | - Hydrospeed - Pêche sportive ou de détente |  |

- Saint-Girons : Des canards colvert naviguent en liberté sur les rivières à Saint-Girons. Chaque samedi se tient un marché pittoresque connu jusqu'à Toulouse, sur le champ de Mars situé le long du Salat et desservi depuis le château des Vicomtes par une passerelle. Confluences du Lez et du Baup avec le Salat. Plan d'eau et digues du Salat au centre-ville. Commerces, centre nautique, cinéma, spectacles, expositions, galerie d'art, office de tourisme, voies vertes, randonnée urbaine des trois passerelles...
- Saint-Lizier : L'antique petite ville de 1650 habitants possède deux cathédrales : la cathédrale Saint-Lizier et la cathédrale Notre-Dame-de-la-Sède et un imposant palais épiscopal des XVIIe et XVIe siècles car ce fut un évêché de 450 environ à la Révolution. L'Enceinte gallo-romaine flanquée de 12 tours dont 10 subsistent en partie est par endroit bien visible. Tour de l'Horloge du XIVe siècle. L'ensemble des deux cathédrales, du palais des évêques et des remparts est inscrit au patrimoine mondial de l'UNESCO (chemins de Compostelle). Ancien Hôtel-Dieu. Pont romain. Résidence de tourisme, restaurants...
- Lorp-Sentaraille : aérodrome de Saint-Girons - Antichan, médiathèque à Sentaraille, musée Aristide-Bergès, restaurants.
- Touille : lac aménagé et aleviné sur une ancienne gravière alimentée par le Salat, avec parcours de santé, aire de pique-nique.